# Ogniwo Sopot
 (juillet 2023).
Si vous disposez d'ouvrages ou d'articles de référence ou si vous connaissez des sites web de qualité traitant du thème abordé ici, merci de compléter l'article en donnant les références utiles à sa vérifiabilité et en les liant à la section « Notes et références ».
Le Ogniwo Sopot est un club polonais de rugby à XV basé dans la ville de Sopot. Fondé le 23 juin 1966 par Mieczysław Opieka et Zbigniew Kulenty en tant que section rugby du club multi-sections MKS Ogniwo Sopot. C'est l'un des clubs de rugby les plus titrés en Pologne, ayant remporté onze fois le championnat de Pologne, aussi appelé Ekstraliga.
Le club évolue en première division pour la saison 2022-2023.

## Histoire
Les débuts de la section rugby remontent à 1963, lorsque la proposition de former une équipe de rugby a été soumise à la direction du club MKS Ogniwo. Le club de Sopot a été officiellement admis dans la Fédération polonaise de rugby à XV le 23 juin 1966. La date d'enregistrement auprès de l'union est considérée comme la création de la section rugby d'Ogniwo. En 1967, l'équipe a disputé sa première saison en championnat. Cependant, après deux ans de compétition, la section rugby a été dissoute. En 1971, l'équipe a été réactivée. La période dorée du club a commencé en 1976 avec l'embauche d'Edward Hodura. Sous la direction de Hodura, les équipes de juniors et de cadets ont remporté des médailles lors des championnats polonais. En 1983, l'équipe senior, également entraînée par Hodura, a été promue en première ligue. Du 1er avril 1984 au 4 juin 2011, Ogniwo a participé de manière ininterrompue à l'Ekstraliga, la première division.
En 1987, l'équipe senior a remporté son premier championnat ainsi que la coupe nationale. Cependant, en 2011, après avoir perdu lors des barrages de relégation contre Juvenia Kraków, l'équipe d'Ogniwo a été rétrogradée en première ligue. En 2013, elle a de nouveau accédé à l'Ekstraliga et a décroché le titre de vice-champion en 2017, 2018, 2022 et 2023. De plus, elle a remporté le championnat en 2019 et en 2021.

## Palmarès
- Championnat de Pologne :
  -  Champion (11) : 1987, 1989, 1990, 1991, 1992, 1993, 1997, 1999, 2003, 2019, 2021.
  -  Finaliste (10) : 1988, 1994, 1995, 1996, 1998, 2001, 2017, 2018, 2022, 2023.
  -  Troisième (3) : 1986, 2002, 2016.